# Pere Lluís I de Parma
Pere Lluís Farnese o Pere Lluís I de Parma (Roma, Estats Pontificis 1503 - Piacenza, Ducat de Parma 1547) fou un membre de la Dinastia Farnese que va esdevenir el primer duc de Parma i Piacenza, càrrec que va ocupar entre 1545 i 1547.

## Orígens familiars
Va néixer el 19 de novembre de 1503 a la ciutat de Roma, capital dels Estats Pontificis, sent fill il·legítim del cardenal Alexandre Farnese, que l'any 1534 va esdevenir Papa de Roma amb el nom de Pau III.

## Ascens al ducat
L'any 1527 va particiapar en el Saqueig de Roma. Quan el seu pare va ser nomenat Papa de Roma l'any 1534 fou nomenat Capità General de l'Església, concedint-li el 1545 el títol de duc de Parma, possessions que havien format part anteriorment dels Estats Pontificis. Posteriorment aconseguí els territoris dels ducats de Camerino i Nepi, havent pagat segons les cròniques de l'època 9.000 ducats.
El seu govern fou molt dur i l'increment dels impostos li van fer guanyar l'enemistat de les principals ciutats del ducat, que solien dependre de l'autoritat papal. En la seva lluita contra les ciutats s'enemistà amb l'emperador Carles V del Sacre Imperi Romanogermànic, que aspirava a unir Parma i Piacenza al Ducat de Milà.
El 1547 es va realitzar una conjura contra ell formada pels comtes Francesco Anguissola i Agostino Landi, juntament amb els marquesos Giovan Luigi Gonfalonieri, Girolamo i Alessandro Pallavicini. En el transcurs d'una lluita amb el primer fou ferit de mort el 10 de setembre del mateix any, sent posteriorment exhibit el seu cos en una finestra del palau ducal de Piacenza.

## Núpcies i descendents
Es casà amb Girolama Orsini. D'aquesta unió nasqueren:
- Alexandre Farnese (1520-1589), cardenal
- Victòria Farnese (1521-1602), casada amb Guidubald II d'Urbino
- Octavi I de Parma (1524-1586), duc de Parma
- Ranuccio Farnese (1530-1565), cardenal

Va tenir un fill il·legítim, Horaci Farnese, casat amb Diana de França, filla il·legítima d'Enric II de França.